# Pier Candido Decembrio
Pier Candido Decembrio (Pavia, 24 ottobre 1399 – Milano, 12 novembre 1477) è stato un letterato, funzionario, traduttore e storico italiano dell'età umanistica.

## Biografia

### L'educazione umanista
Nato a Pavia, Pier Candido era figlio del vigevanese Uberto Decembrio e di Caterina Malvezzi. Uberto, che ebbe un ruolo sia importante nella vita politica del Ducato di Milano, sia sul piano culturale (fu uno dei primi umanisti lombardi), impregnò il figlio di quella cultura umanista che si stava diffondendo anche nei possedimenti viscontei. Nel 1402 Pier Candido era a Milano insieme alla famiglia, in quanto il padre vi fu chiamato dal nuovo duca Giovanni Maria Visconti. Nella capitale ducale, Pier Candido seguì le orme paterne, formandosi nelle belle lettere e nelle arti liberali grazie al contatto con alcuni tra i principali esponenti dell'umanesimo lombardo, quali l'ex segretario ducale Antonio Loschi e il pedagogo Gasparino Barzizza. In special modo, il giovane poté usufruire della presenza di Emanuele Crisolora, dotto ambasciatore bizantino che insegnò al padre Uberto i primi rudimenti del greco.

### Al servizio di Filippo Maria Visconti
Dopo un soggiorno a Genova presso la famiglia Doria (dovuta alla momentanea caduta in disgrazia del padre Uberto), Pier Candido e il resto della famiglia poté rientrare a Milano dopo la morte del principale nemico politico del padre, il condottiero Facino Cane. Nel 1419 fu chiamato dal giovane duca Filippo Maria Visconti alla corte milanese, divenendone il segretario personale e il principale strumento propagandistico e politico. Nei ventotto anni di servizio, infatti, Pier Candido diede forma ad un "umanesimo ducale" (seguendo la scia della produzione politica del Loschi) in contrapposizione a quello "civile" fiorentino e, in secondo luogo, compì numerose missioni diplomatiche per conto di Filippo Maria presso la Serenissima, Siena, il papato e il duca di Savoia Amedeo VIII. Nonostante la profusione di energie a favore della causa viscontea, in un momento particolarmente critico per la vita del Ducato (immerso nelle sanguinose guerre italiane), Filippo Maria sembrò non ripagare bene questo suo ligio servitore, tanto che il Decembrio ebbe più volte dei contrasti con il Duca. Parallelamente agli impegni ufficiali, il Decembrio continuò a mantenere fitti rapporti di amicizia e collaborazione con l'élite intellettuale meneghina (Antonio da Rho, Bartolomeo della Capra) e italiana in generale (Poggio Bracciolini, Leonardo Bruni).

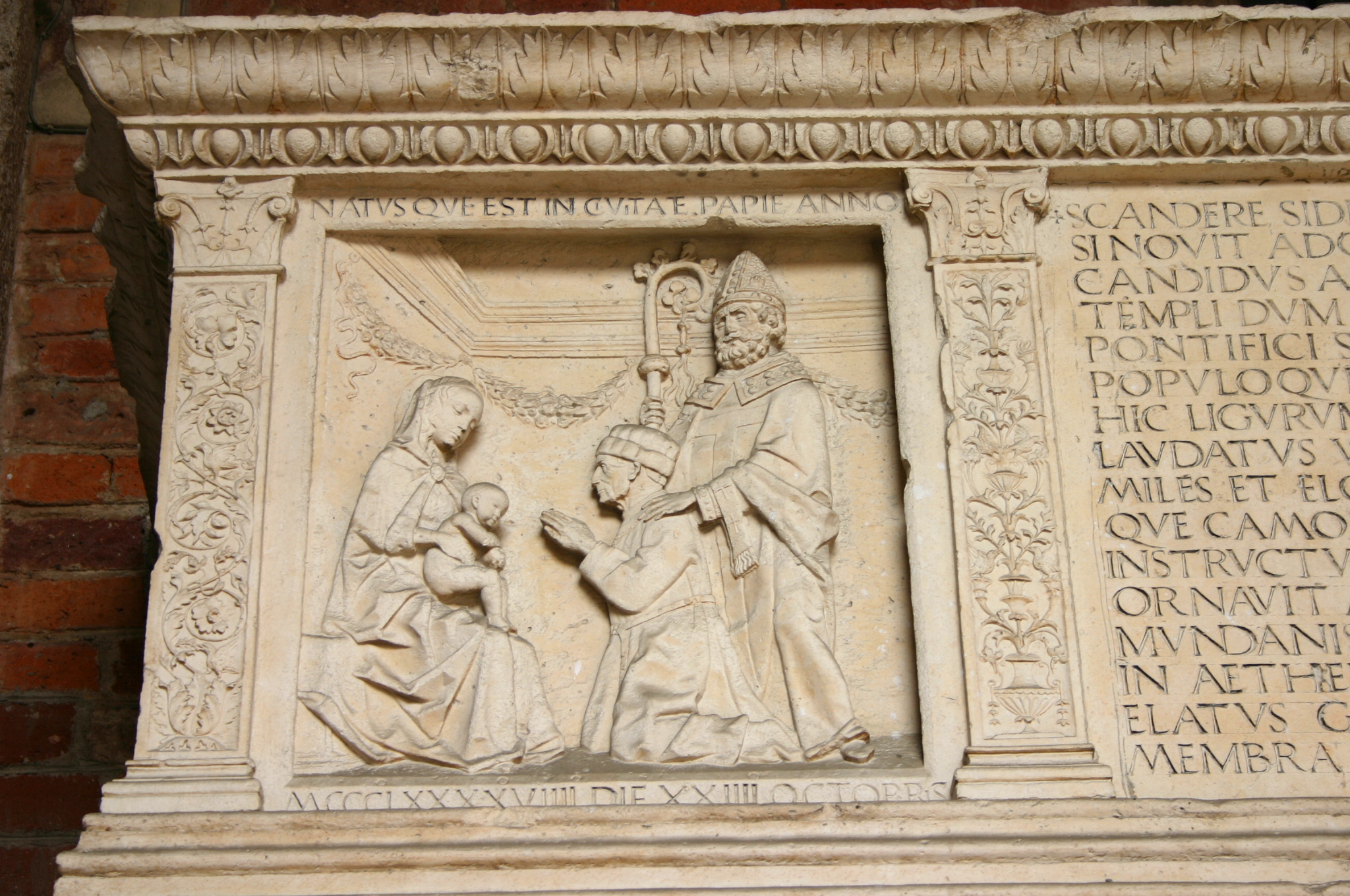
Pier Candido Decembrio davanti alla Madonna, dettaglio dal suo sepolcro

### L'esilio, il ritorno a Milano e la morte
Dopo la sua morte (1447), parteggiò per la Repubblica Ambrosiana, che lo inviò ambasciatore in Francia per chiedere soccorso contro Francesco I Sforza, che stava per sottometterla: egli stesso fu poi incaricato di consegnare al nuovo padrone le chiavi della città. Ovviamente contrario al nuovo regime, nel 1450 esulò a Roma, dove il papa Niccolò V lo nominò segretario apostolico, ruolo che svolse anche sotto il suo successore, Callisto III. Ebbe poi simile incarico dal re di Napoli, Alfonso d'Aragona. Nel 1459, riconciliatosi con il duca Francesco, tornò a Milano; tra il 1466 e il 1474 fu a Ferrara allo corte di Borso d'Este, ove si mise in luce per le sue capacità didattiche e per la sua erudizione. Rientrato definitivamente a Milano, l'ormai anziano umanista non riuscì a ritrovare il prestigio di un tempo, a causa sia dell'influenza che Francesco Filelfo, suo avversario da sempre, aveva nella corte sforzesca, sia di alcuni dissidi che egli ebbe con il giovane duca Galeazzo Maria Sforza. Una malattia improvvisa pose termine alla sua vita il 12 novembre 1477 e il Decembrio, grazie alle finanze della moglie Battistina, fu tumulato in un fastoso sarcofago collocato nel quadripartito antistante la basilica di Sant'Ambrogio.

## Produzione letteraria

### Le opere giovanili
Prima di essere assunto come segretario ducale, Pier Candido aveva prodotto degli scritti basati sull'imitatio degli autori antichi che studiò sotto la supervisione paterna. Durante l'esilio genovese, il giovane scrisse un elogio delle arti liberali, il De septem liberalium artium inventoribus liber, dedicato al nobile Tommaso Fregoso. In questo scritto il Decembrio sfoggia un'erudizione notevole per la sua giovane età, spaziando dalle Ethymologiae di Isidoro di Siviglia ad Ovidio, Apuleio, Lucano e Cicerone, rendendo l'opera quasi una sorta di vademecum del curriculum studiorum del giovane.

### Le traduzioni in latino e in volgare

#### Il progetto culturale visconteo
Pier Candido Decembrio non si limitò a revisionare filologicamente l'operato paterno. Nel corso della sua vita, infatti, l'umanista lombardo dimostrò d'essere uno dei più importanti traduttori delle opere greche in latino e tra i più insigni volgarizzatori di quelle latine, seguendo, bisogna ricordarlo, la politica culturale improntata da Filippo Maria Visconti. Il duca, infatti, fu tra i principali promotori della nascita di una cultura che non si limitasse soltanto al culto del mondo classico, ma che guardasse con attenzione e ammirazione anche alla produzione volgare toscana del XIV secolo. L'attenzione rivolta dal Duca a determinati autori del mondo classico non fu del tutto casuale: Filippo Maria aveva in mente la nascita di una propaganda culturale che sosteneva la figura del princeps, considerato l'unico capace di reggere le sorti dello Stato. Nell'antichità, il Visconti vide come suo modello Giulio Cesare e, di conseguenza, tutti i modelli della cultura classica che gli si avvicinavano.

#### Le versioni dal greco e la revisione dellaRepubblicadi Platone
Il Decembrio tradusse dal greco in latino i libri dal I al IV e il X dell'Iliade, la Ciropedia di Senofonte, alcune delle Vite parallele di Plutarco (che confluiranno in un loro riassunto, conosciuto come Epitoma, iniziato all'inizio degli anni '60 secondo le testimonianze epistolari di Pier Candido) e la Storia romana di Appiano, cosa che solleverà lo sdegno del fratello Angelo Decembrio. La versione più importante, però, fu quella della Repubblica del filosofo ateniese Platone. Uberto Decembrio, grazie agli studi compiuti insieme ad Emanuele Crisolora, portò a termine una latinizzazione dell'opera platonica. La traduzione, benché avesse un'enorme importanza per il circolo dei primi umanisti italiani in quanto rappresentava l'unica traduzione di un'opera in lingua greca, lasciava in realtà molto a desiderare. Infatti, la traduzione non fu revisionata dal punto di vista stilistico, cosa che rendeva la sua lettura difficoltosa e sgradita. L'opera di revisione fu assunta da Pier Candido tra il 1437 e il 1440, il quale la dedicò poi al reggente d'Inghilterra Umfredo, duca di Gloucester, sotto il nome di Celestis Politia. La traduzione, benché avesse ancora alcune lacune, fu di importanza fondamentale per la conoscenza del pensiero politico platonico nell'Europa del XV secolo, tanto che l'opera del Decembrio ebbe risonanza europea e si diffuse in Spagna, Francia, Germania e, visto il dedicatario, in Inghilterra. Questo fu possibile grazie anche alla convergenza dei delegati europei in occasione del concilio ecumenico di Basilea-Ferrara-Firenze (1431-1445).

#### I volgarizzamenti di Livio, Cesare, Curzio Rufo

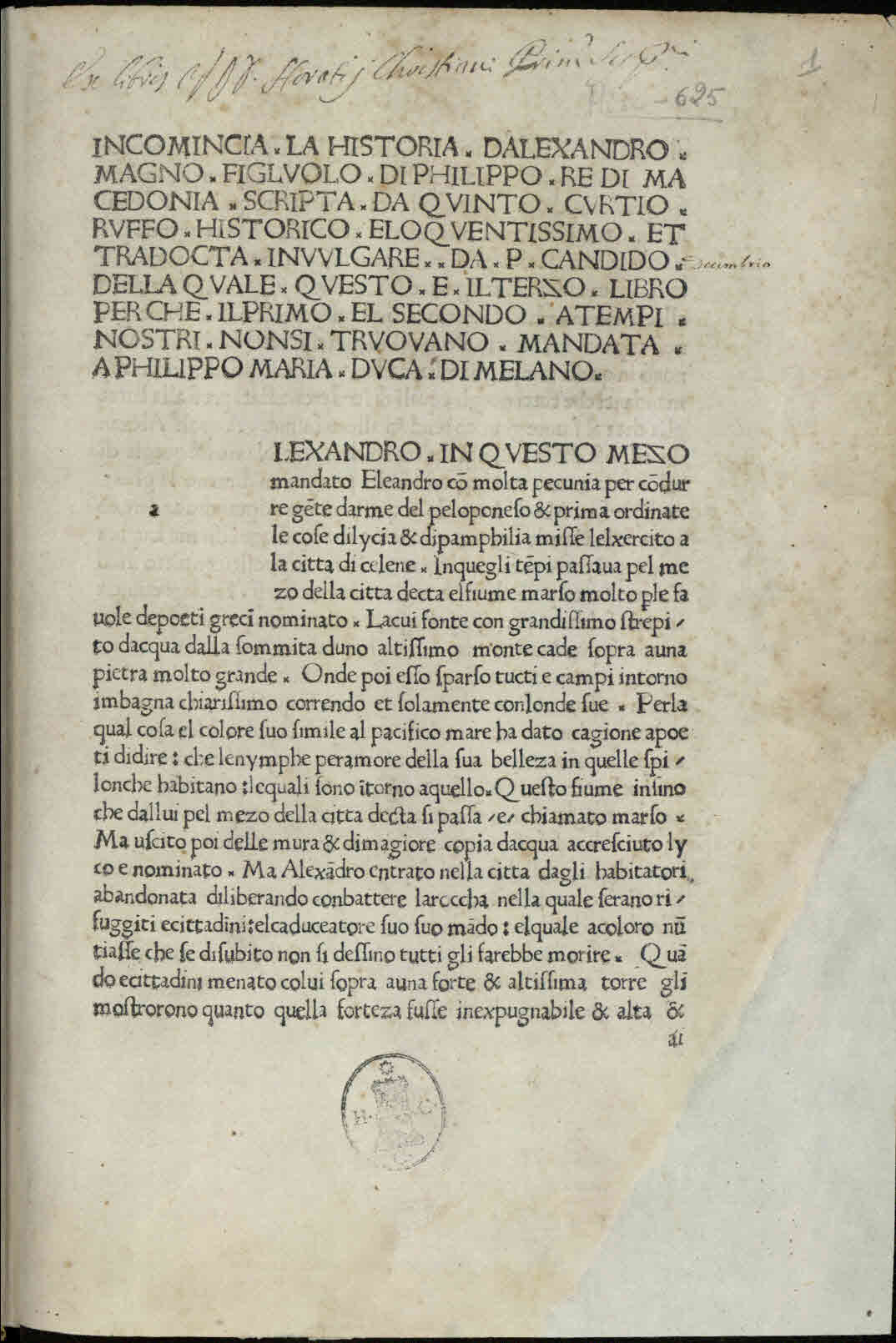
Incipit de La Historia d'Alexandro Magno di Curzio Rufo volgarizzata da Pier Candido Decembrio (Firenze, 1478).

I volgarizzamenti delle opere latine si concentrarono tra gli anni '30 e '40. Il Decembrio si occupò di volgarizzare, innanzitutto, la prima Decade dell'Ab Urbe condita di Tito Livio. Già tradotto dal Boccaccio nel suo soggiorno forlivese (1347-1348), Livio era un autore particolarmente caro a Filippo Maria, che chiese al suo segretario umanista una volgarizzazione dell'immenso corpo liviano, da poi conservare nella biblioteca ducale di Pavia. Decembrio si mise al lavoro, e nel 1432 poté presentare al suo signore un'edizione rivisitata di quella boccacciana e petrarchesca. Di qualche anno più tardi sono i Commentari di Giulio Cesare (1438), al quale furono attribuiti definitivamente, concludendo così il dibattito sulla fantomatica figura letteraria di Giuliano Celso. Sempre nel 1438 (più esattamente il 21 aprile), il Decembrio portò a compimento, dedicandolo a Filippo Maria, il volgarizzamento della Storia di Alessandro Magno di Curzio Rufo, autore studiato dal Petrarca, che ne possedeva un codice postillato con delle glosse. Il volgarizzamento curziano del Decembrio fu stampato postumo a Firenze da Bernardo Cennini nel monastero di San Iacopo di Ripoli nel 1478.

### L'umanesimo ducale

#### LeVitaedi Filippo Maria e di Francesco Sforza
Le opere più note del Decembrio sono le Vite dei duchi Filippo Maria Visconti (1447) e Francesco Sforza (1461-62, appena rientrato a Milano). La Vita Philippi Mariae Vicecomitis, prendendo a modello Svetonio (in particolare le vite di Augusto e di Tiberio), offrì ai posteri un'immagine in cui si alternano sprazzi di virtù e ombre delineanti una personalità paranoica e debole. Questo forse contribuì all'immagine negativa della personalità del duca Filippo Maria che tuttora si tramanda. Per questo suo animo così poco cortigiano subì prima il sarcasmo di Francesco Filelfo, suo contendente, e poi la censura di Paolo Giovio, lo storico "ufficiale" dei duchi di Milano. La lettura dei classici gli avevano ispirato l'amore per le libertà repubblicane (da cui il vano sostegno alla repubblica ambrosiana, duramente pagato) e l'odio per i tiranni. Ancor più deludente fu la Vita Francisci Sfortiae, in quanto il Decembrio non ebbe con il nuovo signore di Milano quel rapporto confidenziale che aveva avuto invece con Filippo Maria, tratteggiandone un ritratto più encomiastico sui modelli antichi, che veritiero nelle sue attinenze storiche, concentrandosi esclusivamente sulle virtù guerriere del duca che sulle sue virtù umane e di governo. 

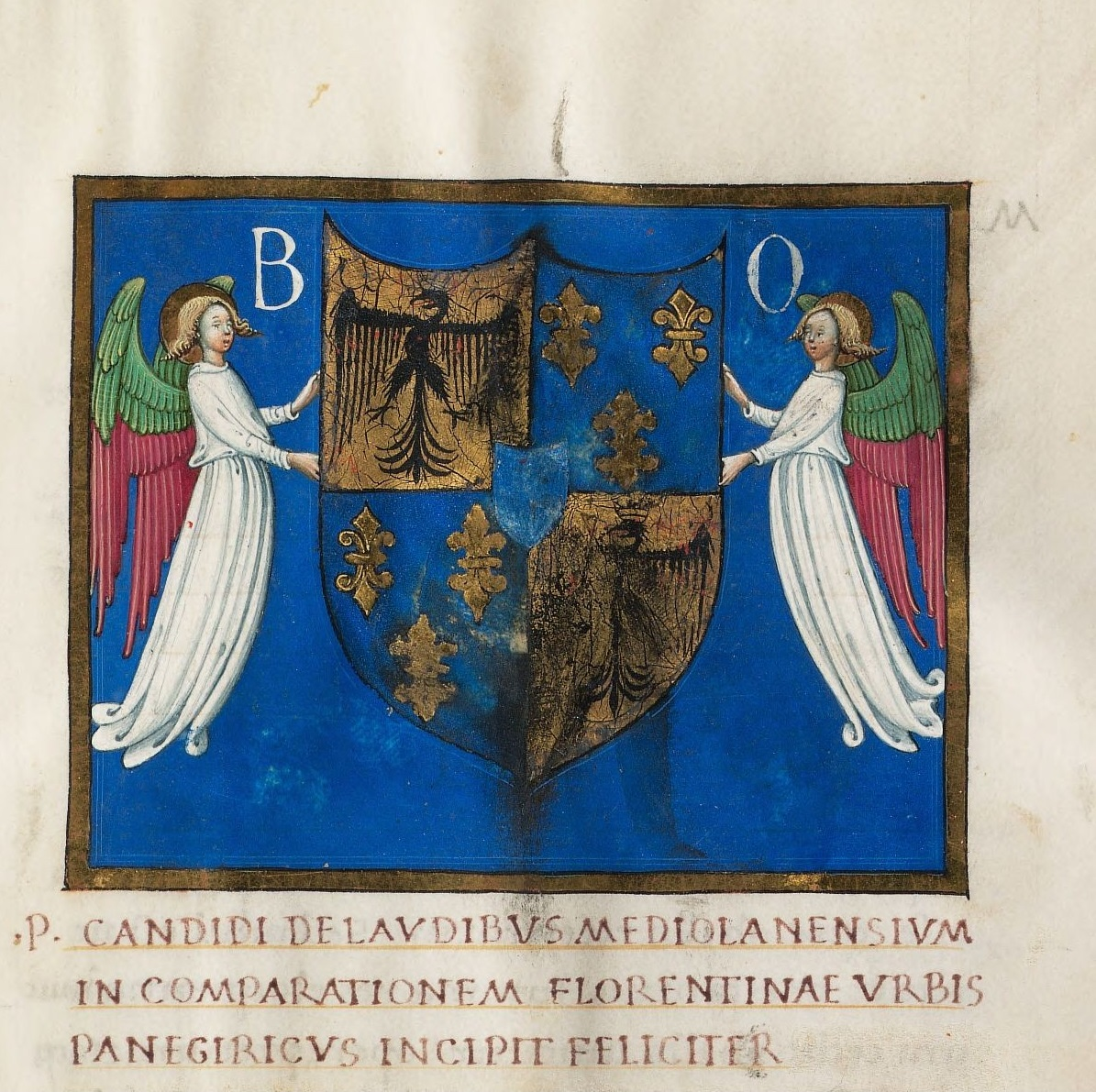
Pier Candido Decembrio, Opuscula, (circa 1460-1465). Il prezioso codice (di cui si può osservare un particolare) riporta lincipit della De laudibus Mediolanensium: "P[etri] Candidi de laudibus mediolanensium / in comparationem florentinae urbis / panegiricus incipit feliciter".

#### LaDe laudibus Mediolanensium urbis panegyricus
Celebrativa di Milano è invece la De laudibus Mediolanensium urbis panegyricus in comparationem Florentinae urbis (1435-1436), scritta utilizzando come modello la Laudatio Florentinae urbis del cancelliere fiorentino Leonardo Bruni (1434), col quale aveva intrattenuto in passato buoni rapporti (deterioratisi a seguito della traduzione dell'Aristotele politico). Milano, in questo esempio chiarissimo di timocrazia, viene contrapposta a Firenze nell'emulazione della grandezza di Roma antica, in quanto Milano ricevette, dalle mani dai sacro romani imperatori, l'investitura prima a vicario imperiale, poi a ducato nel corso del XIV secolo:
(Canfora, p. 121)

#### L'epistolario
Di lui si conserva anche una vastissima corrispondenza in 22 libri, dei progettati 34. Studiate da Vittorio Zaccaria intorno agli anni '50 del XX secolo, gli otto libri di epistole giovanili (Epistolarum iuvenilium libri octo) furono dedicati, nel 1432, all'amico e arcivescovo di Milano Bartolomeo della Capra.

#### Altre opere minori
Nell'ottica della letteratura cortigiana, la produzione del Decembrio si estende anche ad altre opere minori volte all'elogio della corte viscontea. In primo luogo, partendo dagli studi che tennero occupato il Decembrio negli anni '30, poté poi stilare un saggio (il Comparatio Alexandri et Caesaris) in cui sostenne la superiorità del secondo sul primo. Opera squisitamente erudita è la Peregrina Historia, compilazione storica generale, così come il De muneribus Romanae Reipublicae sulle magistrature romane, il De hominis genitura e la Cosmographia. Da precettore scrisse un Grammaticon, compilazione grammaticale latina basata in specie su Nonio Marcello. Fu anche poeta e raccolse un Epigrammatum liber, con circa 150 componimenti latini e un Aeneidos Supplementum, di soli 89 versi.